# 新加坡式英語
新加坡式英语（Singlish）（或“星式英語”）是一种通用于新加坡的英语方言，主要受到英国英语影响，但最近美国英语比重增加。
其英語句子裡夾雜了許多新加坡當地語言的詞彙，例如閩南語（当地俗称福建話），馬來語，華語等。星式英語的文法則是以中文文法直接套用英語單字遂而形成的，是一種新加坡獨特的方言混合語。其中最明显的特点就是系词经常被忽略。而尾語及感嘆詞则夾雜了大量漢語方言的感嘆詞，如閩南語的“咧”，粵語的“咩”，華語的“嘛”等。

## 总论
早期英国殖民者於19世纪来到新加坡，並在当地兴办学校，新加坡式英语便起源於英办学校中。最早的新加坡式英语很可能是一种「皮欽語」，是不会说英语的人在街头说的一种混合语。其语法简单，发音不稳定，非英语成份很大，包括从印度英语、峇峇马来语、汉语各方言等多个方面的影响。
随着时间的推移，早期的皮欽語在新加坡社会各个层面推广，并由新一代的新加坡人以母语的形式学习，语音、语法、词汇等逐渐定性，日趋成熟，最终脱离皮欽語的简单和不稳定性，成为一种完全成熟的英语方言。这一点和克里奥爾语（混合语）的发展过程相似，使新加坡式英语也具有很多典型的克里奥爾语特征。但新加坡英语和英国英语毕竟相似，两者尚可通话，所以仍可视为英语的一个分歧较大的方言。
不仅如此，由于大多数新加坡人都会说除英语外至少一种语言，因而语码转换极为常见。如：当两个福建裔华人交谈时，一句话中可以掺杂着英语、华语、闽语等多种语言。但是同样会说新加坡英语（但不会说闽语）的广东裔华人、马来人、印度人等就不能理解这句话的全部意义。
与所有其他语言、方言一样，新加坡英语不是一个完全统一的整体。受过教育和没受过教育的人所说的新加坡英语并不一样，正式和非正式场合所使用的新加坡英语也截然不同。一般来说，受过教育的人在正式场合所说的英语与英美所使用的正式英语大同小异，区别主要在语音上。而非正式场合所说的英语则有更多源于汉语、马来语的词汇、语法。
新加坡英语源于新加坡自有的「皮欽語」，所以和亚洲其他地区的「皮欽語」有许多相似之处，英美人听了难免会觉得新加坡英语是一种“劣等英语”，而不是英语一个独立的，已经发展成熟的方言。同时，新加坡英语有许多英美英语没有的特征，英美人容易觉得难懂、难听。以上两点均不利于新加坡在亚太地区的国际都市地位。因此，新加坡政府发起了“讲正确英语运动”，鼓励国民学说、多说以英美英语为标准的规范英语，同时要求广播媒体只使用规范英语，学校教育也使用规范英语。然而，新加坡英语仍然是街头、学校、社交的通用语言，而英美英语则不是。综上所述，新加坡英语的现状与上海话、福州话等汉语方言相似，没有官方地位，但仍是通用的口头语。

## 语音
新加坡英语的语音源于英国英语，同时也有很强的汉语、马来语痕跡。

### 辅音
|        | 双唇音 | 唇齿音 | 舌尖音 | 舌叶音 | 舌面中音 | 舌面后音 | 喉音 |
| 塞音   | p b    |        | t d    |        |          | k g      |      |
| 塞擦音 |        |        |        | tʃ dʒ  |          |          |      |
| 擦音   |        | f (v)  | s (z)  | ʃ (ʒ)  |          |          | h    |
| 鼻音   | m      |        | n      |        |          | ŋ        |      |
| 边音   |        |        | l      |        |          |          |      |
| 半元音 | w      |        | r      |        | j        |          |      |

一个框裡有两个音，则前为清音，后为浊音。
（参见国际音标）
一般来说：
- 清塞音、塞擦音 /p/, /t/, /k/, /tʃ/ 既可以发成送气音，也可以发成不送气音。不送气清音在新加坡马来人當中尤其普遍。比如：英语pore的发音既可以近似普通话的“婆”（送气清音），也可以近似普通话的“伯”（不送气清音），而bore的发音则近似于吴语中的“跑”或闽南话中的“无”（浊音）。
- 浊擦音 /v/, /z/, /ʒ/ 的独立性不稳定。有一部分人发其他的音，如：very发bery，zero发gero或lero。
- 齿间擦音— /θ/ thin及 /ð/ then与 /t/ /d/ 不分。/θ/趋于发成送气极明显的塞音[tʰ]。在字末的/θ/则发成唇齿擦音/f/，如path发成paff。
- 有一部分人不分 /l/ 和 /r/。
- /l/ 作韵尾时容易硬腭化，元音化。这一现象在英美英语也有，不过在新加坡英语裡更加突出。韵尾/l/在 /ɔ/、/o/、/u/（一部分人包括 /ə/）后脱落。如pall = paw、roll = row、tool = two、pearl = per。（最后一条并非人人都有。）
- 和英美英语不同，新加坡英语的/n/和/l/不能自成音节。如taken /tekən/和battle/bɛtəl/不能发成英美英语的/tekn̩/和/bɛtl̩/。
- 以元音开头的单词在实际发音时有喉塞音声母。[ʔ]因此，新加坡英语中与英美英语不同，一个词的韵尾不能接到下个词上作声母。如run out of energy在英美为run-nout-tof-venergy，在新加坡为run 'out 'of 'energy。
- 不在词首或词尾的塞音发延长音。这和日语促音和汉语入声的发音很像。如better/bɛt:ə/，enter /ɛnt:ə/，听起来前一个音节较短，两个音节之间有停顿：“beh - （顿） - ter”。
- 闪音[ɾ]取代夹在两个元音之间的/t/或/d/。这个现象主要出现在新加坡印度人当中，和美国英语不约而同。
- 在一般语流中，所有的辅音韵尾都趋向于脱落，其中的塞音韵尾转化为喉塞音[ʔ]。如：Goodwood Park成为Gu'-wu' Pa' 。复数后缀 -s也因此经常脱落。
- 在稍慢语流中，辅音韵尾不脱落，但清浊不分。如peace = peas、let = led。其中塞音只成阻，不爆破，和粤语、闽语、客家话中的入声发音一致。
- 复韵尾（即有超过一个辅音的韵尾）中，第二个辅音（尤其是/t/、/d/）趋向于脱落。如：bent = Ben、act = ack、nest = Ness。

### 元音
单元音
|          | 前元音 | 央元音 | 后元音 |
| 高元音   | i      |        | u      |
| 半高元音 | e      | ə      | o      |
| 半低元音 | ɛ      | ə      | ɔ      |
| 低元音   |        | ɑ      | ɑ      |

双元音
| ai | au | ɔi | iə | uə |

新加坡英语元音和英国标准音元音有一对多的对应关系，即一个新加坡元音对应一个或多个英国元音。以下为一个典型的新加坡英语元音对应表。
有一部分人/e/ /ɛ/不分，day/dare同音。一部分人/i/ /ɪ/、/ɛ/ /ɛə/、/ɑ/ and /ʌ/都能分，bit/beet、fed/faired、luck/lark都能分清楚。甚至还有人模仿美国英语，在诸如bird、port等词中发儿化音。
| 新加坡英语音位 | 对应英国英语音位 | 例词    |
| /i/            | /i/              | meet    |
| /i/            | /ɪ/              | pit     |
| /e/            | /eɪ/             | day     |
| /ɛ/            | /ɛ/              | set     |
| /ɛ/            | /æ/              | map     |
| /ɛ/            | /ɛə/             | hair    |
| /ɑ/            | /ɑ/              | car     |
| /ɑ/            | /ɑ/              | pass    |
| /ɑ/            | /ɑ/              | father  |
| /ɑ/            | /ʌ/              | bus     |
| /ɔ/            | /ɒ/              | mock    |
| /ɔ/            | /ɔ/              | thought |
| /ɔ/            | /ɔ/              | court   |
| /o/            | /əʊ/             | low     |
| /u/            | /u/              | room    |
| /u/            | /ʊ/              | put     |
| /ə/ - 见下文   | /ɜ/              | bird    |
| /ə/ - 见下文   | /ə/              | idea    |
| /ə/ - 见下文   | /ə/              | better  |
| /ai/           | /ai/             | my      |
| /au/           | /au/             | mouth   |
| /ɔi/           | /ɔi/             | boy     |
| /iə/           | /jə/             | here    |
| /uə/           | /wə/             | tour    |
| /juə/          | /jɔ/             | cure    |
| /ai jə/        | /aiə/            | fire    |
| /au wə/        | /auə/            | power   |

有两个单词不遵循上面的对应关系：

flour /flɑ/ 面粉 (按规律：/flɑ wə/ = flower花)

their /djɑ/ 他们的 (按规律：/dɛ/ = there那裡)

Flour/flower，their/there两组英美英语同音，新加坡英语不同音。
一般来说，新加坡英语没有诸如英美bit、but中的松元音，只有beat、boot中的紧元音。双元音/ei/ day和/ou/ low完全转化为单元音，其他双元音发音也比较近似于汉语双元音的发音，即：跨度较小，流动不太明显。
同时，元音/ə/在英美英语中取代非重音元音的现象，如accept、example等，在新加坡英语中比较少见。这主要是因为新加坡英语语调和英美英语完全不同。
闽南语中有鼻化元音，借入新加坡英语的借词一般也保留。如助词hor，发/hɔ~/。

### 语调
新加坡英语的语调和英美英语的语调有相当大的区别：
- 新加坡英语和汉语（尤其是汉语南方各方言）一样，主要使用音节节奏，即每个音节的长短相同。而英美英语则使用重音节奏，即音节长短取决于轻重音。因此新加坡英语的语调听起来类似于广东话或福建话，每个字都像“蹦”出来的一样。

- 新加坡英语的声调非常鲜明，高低上下分明，抑揚頓挫，和汉语听起来很相似，但和英美英语不同。而且一个句子的语调比较严格，每个字的高低都分得很清楚，一旦变化就会显得不自然，这一点和英美英语也有区别，和讲究声调的汉语却有相似之处。

## 專有名詞

### 英语类
- COE (Certificate of Entitlement) - 拥车证（私人拥有汽车时必须取得该证件，价格昂贵）
- coffee shop - 咖啡店（即排挡式餐饮铺或熟食中心。因早期多以卖咖啡为主，故有别于一般的“咖啡厅”或）
- CPF (Central Provident Fund) - 中央公积金
- FIN (Foreigner's Identification Number) - 外国人身份识别号（用于长期签证）
- food court/hawker centre - 小贩中心（自助式服务的熟食中心）
- HDB (Housing Development Board) - 建屋发展局，也泛指政府提供的廉价组屋
- ISA (Internal Security Act) - 内部安全条例
- MinDef (Ministry of Defence) - 国防部
- MRT (Mass Rapid Transit) - 新加坡铁路系统
- NDP (National Day Parade) - 国庆日检阅礼
- NRIC (National Registration Identity Card) - 国民登记身份证
- NS (National Service) - 国民服役（义务兵役）
- PAP (People's Action Party) - 人民行动党
- SAF (Singapore Armed Forces) - 新加坡武装部队
- BMT (Basic Military Training) - 基礎軍事訓練

### 马来语／印尼语类
- alamak! - 「我的妈呀！」（直译：“真主的母亲”）
- bukit - 小山／山坡
- boleh - 行／可以
- chop - 盖图章（源自马来语）
  - 例子："Immigration will chop your passport".（“移民局会在你的护照上盖章。”）
- jalan - 大街／走
- kampung - 乡下／村落
- kosong - （源自马来语，意指“空空如也”）
- makan - 吃
- sayang - 喜欢／宝贝
- shiok! - 「爽！」
- sotong - 鱿鱼（亦泛指“傻瓜”）
- ulu - 边远／偏僻的
- Terima kasih！ -谢谢

### 华语（普通话）类
- ah  - 「啊」（语气助词）
- aiyah! ／ aiyoh! - 「哎呀！」／「哎哟！」
- lah - 「啦」（语气助词）
- loh - 「咯」（语气助词）
- lor - 同「咯」（语气助词）
- wah! - 「哇！」（语气助词）

### 福建話（閩南泉漳話）及潮州話類
- Ah Beng [A-Bêng] - 「阿明」（借代修辭法，特指没有文化或涵養的華人男子）
- ang mo [âng-mô͘] - 「紅毛」（泛指“洋人”，初指荷蘭人）
- chio [chhio] - 「俏」（意指“性感”或“可爱”）
- hau lian [hàu-lián] - 「好臉」習慣上寫作「好練」（意指“囂張”）
- jia lat [chia̍h-la̍t] -「食力」（表示糟糕）
- kia su [kiaⁿ-su] - 「驚輸」（即“怕輸”）
- kia si [kiaⁿ-sí] - 「驚死」（即“怕死”）
- sui [súi] - 「媠」習慣上寫作「水」（意指“好看”、“漂亮”或“美麗”）
- wah piang [Góa-piāng] - 「我迸」（意指“天啊”）
- wah lau [Góa-láu] - 「我老」俗寫「哇佬」（表示驚訝，相當於“哇靠”，有說是「我𡳞」的弱化版）
- sian [siān] -「𤺪」習慣上寫作「閒」或「顯」（意指“無聊”或“納悶”）

### 广府话类
- leh - 「咧」（语气助词）
  - 例子："I don't know leh?!".（“我不知道咧？！”）
- meh - 「咩」（反问性语气助词）
  - 例子："Really got meh?!".（“真的有咩？！”）
- tsa pa lang -「雜八郎」（意指“混合物”或“什麼都混在一起”，可能源自馬來語）

## 语法
新加坡英语的语法以英国英语为基础，同时接受了漢語、马来语等亚洲语言的深远影响。因此，新加坡英语的语法和英美英语非常不同，更近似于亚洲语言。但由于新加坡官方、教育、媒体所使用的英语是以英美英语为标准的规范英语，所以在正式场合，新加坡人一般上会尽量避免使用新加坡英语的句法，转而使用英美英语。

### 话题语
与汉语、日语相似，新加坡英语非常重视话题语。所谓話題優先語言，就是句子中的已知部分，同时定义句子的意义范畴。汉语和新加坡英语都趋向于把话题语放在句首，如以下例句中加重部份就是话题语：
- This country weather very hot one.— 这个国家天气很热。（话题语为地点）
  - 和正統英語比較：The weather in this country is very hot.
- Yesterday got so many people! — 昨天人真多！（话题语为时间）
  - 和正統英語比較：There were many people yesterday!
- Play soccer he very good.— 踢足球他拿手。（话题语为范围）
  - 和正統英語比較：He plays soccer well.
- That person there cannot trust one.— 那边那个人信不得。（话题语为宾语）
  - 和正統英語比較：Can't trust that person there.

以上的话题语虽然在句子中的角色不同，句型却完全相同。在英美英语中，话题语就没有这种特殊地位，使用的句型也不一样：
- In this country, the weather is very hot.— 在这个国家，天气很热。（加介词）
- Yesterday, there were many people! — 昨天，人真多！（加停顿）
- As for playing soccer, he's very good.— 在踢足球方面，他拿手。（为现在分词，并加介词）
- That person there cannot be trusted.— 那边那个人不能信賴。（宾语做主语，需使用被动语态）

和汉语一样，新加坡英语的话题语可以省略，而英美英语则不行：
- Not good one lah.— （这个）不好的啦。
  - 和正統英語比較：This is not good.
- Cannot go like that one lah.— （你）不能这么去的啦。
  - 和正統英語比較：You can't go in this way.
- How come never show up?— （他）怎么没来？
  - 和正統英語比較：How come he didn't show up?
- I like badminton, that's why go play every weekend.— 我喜欢羽毛球，所以（我）每个周末都去打。
  - 和正統英語比較：I like playing badminton, so I play it every weekend.
- He not feeling well, so decide to stay home and sleep.— 他觉得不舒服，所以（他）决定呆在家裡睡觉。
  - 和正統英語比較：He is not feeling well, so he decides to stay home and sleep.

### 名词
受汉语影响，名词不需要加复数后缀，也不需要加冠词：
- I like to read storybook.— 我喜欢看故事书。
  - 和正統英語比較：I like reading storybooks.
- Your computer got virus one meh?— 你的电脑是不是有病毒？
  - 和正統英語比較：Is your computer infected by a virus?

句子中有其他表示复数的形容词（如several、both等）时，一般上会加复数后缀：
- He has several apples.— 他有好几个苹果。

### 动词“To be”
新加坡英语副词very、so、not等代替to be、not to be的用法，与汉语用法相仿：
- This house very nice.— 这个房子很好看，（這里省略is）。
- You so stupid! –你真笨！（排除了are）。
- That car not worth the money.— 那辆车不值，（其中does被刪去）。

-ing可以独立作进行体，不需加to be，相当于汉语“在”、“正在”：
- How come so late in the night you still playing music, ar?— 怎么这么晚了你还在放音乐啊？
- You looking for trouble, is it?— 你是不是在找茬啊？

其他省略to be的用法，如直接加介词：
- His house in Ang Mo Kio.— 他家在宏茂桥。

一般来说，to be在名词、人称代词后省略（I、he、she除外），在从句或指事代词（this、that）后保留。

### 过去式
不规则动词、以t、d结尾的动词，一般都加过去时：
- I went to Orchard Road yesterday.— 昨天我去了乌节路。
- He accepted in the end.— 他最后还是接受了。

其他辅音结尾的规则动词，一般不加过去时：
- He talk for so long, even I ask him stop also never stop.— 他讲了那么久，连我叫他停，都不停。

若动词所表示的动作有持续性，一般不加过去时：
- When I was young ar, I go to school every day.— 我小的时候啊，每天都上学。
- When he was in school, he always get good marks one.— 他上学的时候，成绩一直都不错。
- Last night I mug so much, so sian already.— 昨天晚上我复习了那么半天，都快烦死了。

新加坡英语可以用助词already或liao（后者读低调，相當與閩南語中「了」台罗liáu，即「用盡」之意）以表示状态的改变，但是不能表示持续或重复的状态，和汉语的句尾助词“了”和“过”基本一样：
- He throw it liao.— 他扔掉了。
- Aiyah, cannot wait any more, must go oreddy.— 哎呀，不能再等了，得走了！
- I eat liao.— 我吃过了。
- Yesterday, dey go there oreddy.— 昨天他们已经去过了。
- This new game, you play liao or not?— 这个新游戏你玩过了没有？
- Ah Song kena sai oreddy, den how?— 阿松惹麻烦了，怎么办？

### 否定句
否定句和英美英语一致，即在助动词后加not，在其他动词前加don't（或其他形式）。
但由于复韵尾的部分脱落，don't中的/t/一般不发音，/n/甚至在造成韵腹/o/鼻化之后也跟着脱落，最后/o/的鼻化成为否定句的标志：
- I don't (/dõ/) want.— 我不要。（没听清楚鼻化/o/的话，就容易听成：“我当然要 (I do want) ！”）

同样因为韵尾/t/的脱落，can（会、能）的肯定和否定形式之间的区别完全在元音上：
- I can /kɛn/ do this lah.— 我会做啦。
- I can't /kɑn/ do this lah.— 我不会做啦。

Never在英美英语中是“永不”的意思，但在新加坡英语中有一个特别的用法，和汉语中的“没”（即完成体否定式）相同：
- How come today you never hand in homework?— 怎么今天你没交作业？
- How come he never pay?— 怎么他没付钱？

### 疑问句
除了英美英语中倒转主语和动词的疑问句形式以外，新加坡英语还有两个和汉语相似的疑问句句型：
Or not相当于汉语动词的“X不X”疑问句形式，但必须加在句尾，而且不能用于否定句:
- This book you want or not?— 这本书你要不要？
- Can or not?— 行不行？
- You want watch movie or not?— 你想不想看电影？

“Is it?”（是吗？）和英美英语不同，可以加在任何句子之后以表示疑问，和句子中的动词无关，主要表示说话者已经认为答案是肯定的，只是想确认而已：
- They never study, is it?— 他们不学习是吗？（怪不得不及格）
  - 正統英語：They never study, do they?
- You don't like that, is it?— 你不喜欢是吗？（怪不得你做鬼脸）
  - 正統英語：You don't like it, do you?
- Alamak, you guys never read newspaper is it?— 我的妈呀，你们从来不看报的是吗？（怪不得这么孤陋寡闻！）
  - 正統英語：My god! You don't read newspapers, do you?

除此以外，新加坡英语有许多可以表示或加强疑问的语气助词，如hah、hor、meh、ar等，在“助词”一节中另有详述。

### 重复式
另一个和汉语和马来语都极其相似的用法就是动词的重复式。新加坡英语主要重复动词，且用法和普通话不太一样。新加坡英语中，动词重复两遍表示的是短时间的尝试，三遍则表示长时间的重复：
- You go tink tink a little bit, maybe den you will get answer.— 你去想想看，可能就会得出答案来的。
- So what I do was, I sit down and I tink tink tink, until I get answer lor.— 我当时呢，就坐下来想了想，最后就得出答案了咯。

名词也可以重复以表示亲密，重复的名词必须指人，必须是单音节，这一点和汉语一样：
- My boy-boy is going to Primary One already.— 我的儿子（仔仔）都上一年级了。

单音节或者双音节的形容词也可以重复，以表示程度的加深，这一点和汉语也颇雷同：
- You go take the small-small one.— 你去拿小小的那个。

### Kena
Kena是新加坡英语独有的被动语态助词，可以用来取代英语英语中以to be或to get所构成的被动语态。Kena源自馬來語，在馬來語中是指“被”、“遭受”或“得到”。之後發展為只能用来表示对主语有伤害的动作，與「遭」相似。例如：
- He was scolded. = He got scolded. = He kena scolded. = He kena scold.— 他遭到責骂(叱責)了。

但不能说：
- He kena praised.— 他遭到了表扬。

### One
One作助词时，和英美英语中的one（一）相差甚远。新加坡英语的one相当于南方汉语中语气助词“的”（即粤语的“嘅”、閩南语的“e”等），一般表示事态的长时间延续，并加以强调。这裡的“的”，发音较强，和普通话中“的”的用法不太一样：
- Walau! So stupid one! —哇！好笨的！
- I do everything by habit one.— 我做事都是照习惯的。
- He never go to school one.— 他从来不上学的。

### 「提顿助词」和「语气助词」
在新加坡英语中，所用到的提顿助词和语气助词既不存在于英语或美语的词类表中，也各自有着相对固定的声调。此类用词和汉语中的同类词汇十分相似，其中的许多助词更是直接借自闽南话（福建话）或粤语。
Ar
升调，相當與閩南語的「矣」，可作提顿助词，一般不能和有褒义的句子结合：
- This boy ar, always so naughty one! —这个男孩啊，老是这么调皮的！

也可作语气助词，加重疑问句的语气：
- How come like that one ar?— 怎么这样啊？（閩南語：為甚麼安呢矣？）

Hah
升调，相当于粤语的“吓”或閩南語的「蛤」，表示疑问或者怀疑：
- Har! He really pon class yesterday ar?— 啊？昨天他真的翘课了啊？（粵語：吓？佢尋日真係走堂呀？）
- Har? How come like that one? End up kena caning! — 啊？他怎么会这样，结果被鞭？（粵語：吓？點會噉嘅？最後竟然被人鞭！）

Hor
升调、鼻化，相當於閩南語的「乎」，作提顿助词:
- Then hor, another person came out of the house.— 然后呢，另一个人从房子出來了。

作语气助词，有向对方征求同意的含义:
- This shopping center also very nice hor.— 这家购物中心也挺好的是吧。（閩南語：這間購物中心亦真好乎？）

Lah
高平调或低降调，相当于汉语的“啦”，作助词及其常见，基本上可以加在任何句子的末尾（疑问句除外）。Lah不但有强调的作用，还能增加说话人和听话人之间的亲近感。“lah”在马来语中就用于祈使句（如“喝水”在马来语中是minuman，但当要求别人“喝水！”时，就成了“minumlah”）。在新加坡英语中，lah也有这个用法：
- Drink lah! —喝吧！（粤语：饮啦！）

Lah也可用来表示安慰的语气:
- Dun worry, he can one lah.— 别担心，他能行的啦。
- It's okay lah.— 没事啦。

但Lah也用于不耐烦的，带反面色彩的答复，如:
- Dun have lah! —没有啦！（根本没这回事！）
- You dun know one lah! —你不知道的啦！

Leh
高平调，相當於閩南語的「咧」，用于软化祈使句、疑问句中过硬的口气:
- Give me leh! 给我啊！
- How come you don't give me leh?— 你怎么不给我啊？（閩南語：為甚麼不愛與我咧？）
- The tix are seriously ex leh.— 票实在很贵啊。

Lor
高平调，相當於漢語的「囉」，用来强调表示某个事态，同时还带有“事当如此，不可改变”的口气:
- If you don't do the work, then you die-die lor! —你不幹活，那就死定囉！（口气略带调皮）

Mah
高平调，相当于汉语的“嘛”，用来表示一句话的内容很明显。过多使用会有不尊敬的含义:
- But he very good at sports, that's why can play soccer mah! —他体育不错，所以球踢得这么好嘛！

Meh
高平调，相当于粤语的“咩”，近似于普通话中的“难道”，用来表示带惊讶语气的疑问:
- They never study meh?— 难道他们從來不学习吗？(粤语：佢地唔讀書咩？）
- You don't like that meh?— 难道你不喜欢吗？（粤语：你唔鍾意咩？）

What
低平调，用来表示提醒或反驳的语气，通常表示所在的句子为另外一个结论的条件。和英美英语中的what（什么）无关，没有任何疑问的含义:
- But he very good at sports what, that's why can play soccer so well.— 他体育不错呀，所以球踢得这么好。
- You never give me what! —可是你没给我呀！（不然我不就收到了吗？）

### 其他
Got即汉语的“有”，相当于英美英语中的两套短语：一套为have/has和（have/has）got，指拥有，另一套为there is/are，指存在。新加坡英语和汉语一样，不加区分：
- Here got people or not?— 这儿有人吗？（英美：Is there anyone here?）
- Got anything else?— 有别的吗？（英美：Is there anything else?）

Can即汉语的“行”、“可以”，并和汉语一样，可以单独成句。（英美英语中，can只能做助动词）:
- Go home lah, can?— 回家吧，行吗？
- Can! —行！
- Cannot! —不行！ ( 或 Can't!)

Liddat (Like that)直译为“那样”，新加坡英语常常直接将其用于句尾，以加强描述的鲜明度：
- He so stupid liddat.— 他真是挺笨的。
- He acting like a little kid liddat.— 他表现得真像个小孩子。

Like that不一定当助词用，英美英语中like that意为“那样”，新加坡英语中也可以这么用：
- Why he liddat?— 他怎么那样儿？
- Simple liddat.— 就象那样（简单）。

英美英语中，“也”的意义用also表示时必须放在句中，用too时必须放在句末。新加坡英语中also（发成oso）可以放在句中或句末：
- I oso like dis one. (英美：I also like this one.)
- I like dis one oso. (英美：I like this one too.)— 我也喜欢这个。

间接问句中，英美英语把动词放在主语之后，有别于直接问句，而新加坡英语则把动词放在主语之前，和直接问句一致：
- “Excuse me, do you know where is the shopping centre?”（对不起，请问你知道哪里是购物中心吗？）在英美英语中是“Excuse me, do  you know where the shopping centre is?”

## 姓名轉寫
新加坡跟馬來西亞華人姓名轉寫英文拼法為中式英语，直接罗马化姓前名後，姓氏後面未加逗號、複字名者也沒连字号或連在一起的方式，並不符合英文文法，仍有洋泾浜英语的遺緒。例如新加坡政治人物李显龙（Lee Hsien Loong）、黄永宏（Ng Eng Hen）等等；正確應至少姓氏全大寫，以利外國人區別。

## 特有含义词汇
- blur - 笨／模糊（概念）
- cock - 胡说八道
  - "Don't talk cock, lah!"（“别胡说八道啦！”）
- keep - （把东西）收起来
  - "Please keep your notes"（“请把你的笔记收起来。”）
- send - 把人送到一个地方
  - "I'll send you to the airport." （“我会送你到机场。”）
- spoil - 弄坏（动词）或是已经坏掉的（名词或形容词）
  - "This one, spoil."（“这个已经坏了。”）
- stay - 住在某处
  - "She's staying in Ang Mo Kio."（“她住在宏茂桥。”）
- upgrade - 提高、变得更好
  - "The service has been upgraded."（“服务提高了。”）

其他常见的用语：
- ice water - 冰水（加了冰块的水）
- plain water - 开水（没有冰的水）
- return back - 归还

## 延伸閱讀
- Brown, Adam (1999). Singapore English in a Nutshell: An Alphabetical Description of its Features. Singapore: Federal Publications. ISBN 981-01-2435-X.
- Crewe, William (ed. 1977) The English Language in Singapore. Singapore: Eastern Universities Press.
- Deterding, David (2007). Singapore English. Edinburgh: Edinburgh University Press. ISBN 978-0-7486-2545-1.
- Deterding, David, Brown, Adam and Low Ee Ling (eds. 2005) English in Singapore: Phonetic Research on a Corpus. Singapore: McGraw-Hill Education (Asia). ISBN 0-07-124727-0.
- Deterding, David, Low Ee Ling and Brown, Adam (eds. 2003) English in Singapore: Research on Grammar. Singapore: McGraw-Hill Education (Asia). ISBN 0-07-123103-X.
- Deterding, David and Hvitfeldt, Robert (1994) 'The Features of Singapore English Pronunciation: Implications for Teachers', Teaching and Learning, 15 (1), 98-107. (on-line version) （页面存档备份，存于）
- Deterding, David and Poedjosoedarmo, Gloria (2001) The Grammar of English: Morphology and Syntax for English Teachers in Southeast Asia. Singapore: Prentice Hall. (Chapter 19: Singapore English). ISBN 0-13-093009-1.
- Foley, Joseph (ed. 1988) New Englishes: the Case of Singapore, Singapore: Singapore University Press.
- Foley, J. A., T. Kandiah, Bao Zhiming, A.F. Gupta, L. Alsagoff, Ho Chee Lick, L. Wee, I. S. Talib and W. Bokhorst-Heng (eds. 1998) English in New Cultural Contexts: Reflections from Singapore. Singapore: Singapore Institute of Management/Oxford University Press. ISBN 0-19-588415-9.
- Gopinathan, S., Pakir, Anne, Ho Wah Kam and Saravanan, Vanithamani (eds. 1998) Language, Society and Education in Singapore (2nd edition), Singapore: Times Academic Press.
- Gupta, Anthea Fraser (1992) 'Contact features of Singapore Colloquial English'. In Kingsley Bolton and Helen Kwok (eds.) Sociolinguistics Today: International Perspectives, London and New York: Routledge, pp. 323–45.
- Gupta, Anthea Fraser (1994). The Step-Tongue: Children’s English in Singapore. Clevedon, UK: Multimedia Matters. ISBN 1-85359-229-3.
- Ho, Mian Lian and Platt, John Talbot (1993). Dynamics of a contact continuum: Singapore English. Oxford: Clarendon Press; New York: Oxford University Press. ISBN 0-19-824828-8.
- Lim, Lisa (ed. 2004). Singapore English: a grammatical description. Amsterdam; Philadelphia: John Benjamins. ISBN 1-58811-576-3.
- Low, Ee Ling and Brown, Adam (2005) English in Singapore: An Introduction. Singapore: McGraw-Hill.
- Melcher, A. (2003). Unlearning Singlish: 400 Singlish-isms to avoid. Singapore: Andrew Melcher Pte. Ltd. ISBN 981-04-8952-8
- Newbrook, Mark (1987). Aspects of the syntax of educated Singaporean English: attitudes, beliefs, and usage. Frankfurt am Main; New York: P. Lang. ISBN 3-8204-9886-9.
- Ooi, Vincent B. Y. (ed. 2001) Evolving Identities: the English Language in Singapore and Malaysia. Singapore: Times Academic. ISBN 981-210-156-X.
- Pakir, Anne (1991) ‘The range and depth of English-knowing bilinguals in Singapore’, World Englishes, 10(2), 167–79.
- Platt, John Talbot and Weber, Heidi (1980). English in Singapore and Malaysia: status, features, functions. Kuala Lumpur: Oxford University Press. ISBN 0-19-580438-4.
- Shelley, R., Beng, K.-S., & Takut bin Salah. (2000). Sounds and sins of Singlish, and other nonsense. Kuala Lumpur: Times Books International. ISBN 981-204-392-6
- Tongue, R. K. (1979) The English of Singapore and Malaysia (2nd edition). Singapore: Eastern Universities Press.
- VJ Times Editorial Team. (2000). Singlish to English: basic grammar guide. Singapore: VJ Times. ISBN 981-221-161-6
- Wee, Lionel (2004) 'Singapore English: Phonology'. In Edgar W. Schneider, Kate Burridge, Bernd Kortmann, Rajend Mesthrie and Clive Upton (eds.) A Handbook of Varieties of English. Volume 1: Phonology, Berlin: Mouton de Gruyter, pp. 1017–33.
- Wee, Lionel (2004) 'Singapore English: morphology and syntax'. In Bernd Kortmann, Kate Burridge, Rajend Mesthrie, Edgar W. Schneider and Clive Upton (eds.) A Handbook of Varieties of English. Volume 2: Morphology and Syntax, Berlin: Mouton de Gruyter, pp. 1058–72.
- Wong, J. O. (2001). The natural semantic metalanguage approach to the universal syntax of the Singlish existential primitive. CAS research paper series, no. 30. Singapore: Centre for Advanced Studies, National University of Singapore. ISBN 981-04-3817-6

## 外部連結
- The Coxford Singlish Dictionary @ Talkingcock.com （页面存档备份，存于）
- A Dictionary of Singlish and Singapore English （页面存档备份，存于）
- Singlish Books to Get Intimate with Locals
- 'Hover & Hear' pronunciations in a Standard Singapore English accent, and compare side by side with other English accents from around the World.
- An Annotated Bibliography of Works on Singapore English （页面存档备份，存于）
- The NIE Corpus of Spoken Singapore English （页面存档备份，存于）
- The Lim Siew Lwee Corpus of Informal Singapore Speech （页面存档备份，存于）